# مارگارت برک-وایت
مارگارت برک-وایت (به انگلیسی: Margaret Bourke-White، تلفظ: /ˌbɜrkˈhwaɪt/) با نام اصلی مارگارت وایت (۱۹۰۶–۱۹۷۱) عکاس خبری و مستندگرای آمریکایی بود.

## زندگی‌نامه
مارگارت برک وایت با نام مارگارت وایت در ۱۴ ژوئن ۱۹۰۶ در نیویورک زاده شد. او در دانشگاه کلمبیا تحصیل کرد و کارش را به عنوان عکاس صنعتی و معماری آغاز نمود. با انتشار مجله لایف در ۱۹۳۶، برک-وایت نیز به عنوان عکاس پرسنل و معاون سردبیر در این مجله مشغول به کار شد. با آغاز جنگ جهانی دوم او به عنوان عکاس و خبرنگار مجلهٔ لایف برای تهیهٔ گزارش به جبهه‌های جنگ فرستاده شد و نخستین زن عکاسی بود که اجازهٔ همراهی با ارتش آمریکا را داشت. او تنها عکاس خارجی‌ای بود که به هنگام محاصرهٔ مسکو در ۱۹۴۱ در آنجا حضور داشت و از اشغال شهر به دست آلمان‌ها عکس گرفت. در ۱۹۴۵ او همراه با ژنرال پاتون وارد آلمان در حال سقوط شد و توانست عکس‌ها و گزارش‌هایی را از از اردوگاه بوخن‌والد تهیه کند. او همچنین به هنگام جنگ کره نیز به عنوان خبرنگار جنگی رسمی سازمان ملل به تهیهٔ گزارش می‌پرداخت.
مارگارت برک-وایت در ۲۷ اوت ۱۹۷۱ در سن ۶۷ سالگی و به دلیل بیماری پارکینسون درگذشت.